# (7750) McEwen
(7750) McEwen (1988 QD1) – planetoida z pasa głównego asteroid okrążająca Słońce w ciągu 4,6 lat w średniej odległości 2,77 j.a. Odkryta 18 sierpnia 1988 roku.